# UFC 244
UFC 244: Masvidal vs. Diaz var en MMA-gala som arrangerades av UFC och ägde rum 2 november 2019 i New York i New York i USA. 
Galan var UFC:s 500:de 

## Bakgrund
En welterviktsmatch mellan Jorge Masvidal och The Ultimate Fighter 5 lättviktsvinnaren Nate Diaz var huvudmatch, main event. Efter att han vann mot före detta lättviktsmästaren Anthony Pettis vid UFC 241 efter tre års frånvaro från oktagonen utropade Diaz sig själv till "baddest motherfucker in the game" och utmanade samtidigt Masvidal för att få fram vem som slutligen kan titulera sig BMF, baddest motherfucker. Dana White hakade på och lät meddela att han skulle skapa ett BMF-bälte till matchen.

### Ändringar
En mellanviktsmatch mellan Krzysztof Jotko och Edmen Shahbazyan var planerad till den här galan, men Jotko ströks av okänd anledning från matchen den andra oktober och ersattes av Brad Tavares.

### Invägning
Vid invägningen UFC streamade på Youtube vägde utövarna följande:
1. ↑  Maia klarade inte vikten och fick böta 25% av sin purse.[6]
2. ↑  Canonnier var utsedd till reserv eftersom Till hade problem med visumet.[7]

## Bonusar
Följande MMA-utövare fick bonusar om 50 000 USD:
- Fight of the Night: Stephen Thompson vs. Vicente Luque
- Performance of the Night: Kevin Lee och Corey Anderson